# Zaanstreek
Zaanstreek ist eine Region rund um den Fluss Zaan im Westen der Niederlande in der Provinz Nordholland. Das Wort streek bedeutet auf deutsch Gegend. 
Die Zaanstreek wird begrenzt von Amsterdam im Süden, dem Polder Beemster im Norden, Kennemerland im Westen und Waterland im Osten. Drei Gemeinden (Zaanstad, Oostzaan und Wormerland) zusammen bilden den Zaanstreek. Die größte Gemeinde ist Zaanstad mit mehr als 150.000 Einwohnern, die aus der Stadt Zaandam und den Dörfern Westzaan, Krommenie, Wormerveer, Zaandijk, Koog aan de Zaan gebildet wurde.